# トップボックス
オートバイ類に関して語る文脈でトップボックス（英: top box）と言うと、主にオートバイの後部の上部に取り付ける、荷物を積載するための箱である。トップケース（英: top caseあるいはtopcase）やリアボックスなどとも。

## 概要
多くはヘルメット1個か数個分ほどの大きさであり、施錠が可能である。使わないときは箱部分を取り外すことができるモデルもある。
- 115ccのスクーターにオプションでとりつけたトップボックス（タイ王国にて）。
- ホンダ・トランザルプにつけたトップケース（フランスにて）。

リアボックスはその容量の大きさから設置によって積載性や利便性が大幅に向上するが、SSのようなフルカウルのモデルに設置すると、全体的な美観を損ねる場合がある。

また、リアボックス専用品ではなく、「ホムセン箱」などと呼ばれるホームセンター等で購入した一般的な収納箱や工具箱を取り付けるライダーもいる。オートバイ用の取り付け金具が付属していないので、取り付け方法を各自で工夫する必要がある。